# 岩武克弥
岩武 克弥（いわたけ かつや、1996年6月4日 - ）は、大分県大分市出身のプロサッカー選手。Jリーグ・横浜FC所属。ポジションはディフェンダー、ミッドフィールダー。

## 来歴

### プロ入り前
大分市の強豪クラブチーム・カティオーラFCのU-12、U-15を経て、2012年に大分トリニータU-18へ入団（同期に坂井大将、姫野宥弥、佐藤昂洋）。2014年シーズン始動当初からトップチームの練習に参加し、2月に同期の坂井とともに2種登録選手としてトップチームに選手登録された。怪我で一時戦列を離脱したが、3月30日の第5節岡山戦でJリーグ初出場を果たす。後半戦は出場機会を失うも、主にサイドバックでリーグ戦10試合に出場。
大分U-18卒業後は、明治大学に進学し、同校の体育会サッカー部に入部。大学3年次の2017年にユニバーシアード日本代表に選出され、第29回ユニバーシアード台北大会に出場。決勝・フランス戦を含む4試合にDFとして先発出場し 大会優勝に貢献した。4年次に明大サッカー部の主将に就任した。2018年2月に浦和レッズの沖縄キャンプに参加。同年4月12日、2019年からの浦和への加入が内定、5月8日には特別指定選手登録された。

### 浦和レッズ時代
2019年より浦和レッズに入団した。6月1日、J1リーグ第14節・川崎フロンターレ戦にて加入後初スタメン、初出場を果たした。

### 横浜FC時代
2020年12月25日、横浜FCに完全移籍で加入することが発表された。2021年4月28日、ルヴァンカップGS第4節の柏レイソル戦でプロ初ゴールを決めた。

## 所属クラブ
- カティオーラFC U-12（大分市立津留小学校）
- カティオーラFC U-15（大分市立城東中学校）
- 2012年 - 2014年 大分トリニータU-18（大分県立大分西高等学校）
  - 2014年  大分トリニータ（2種登録選手）
- 2015年 - 2018年 明治大学
  - 2018年5月 - 同年12月  浦和レッズ（特別指定選手）
- 2019年 - 2020年  浦和レッズ
- 2021年 -  横浜FC

## 個人成績
| 国内大会個人成績 | 国内大会個人成績 | 国内大会個人成績 | 国内大会個人成績 | 国内大会個人成績 | 国内大会個人成績 | 国内大会個人成績 | 国内大会個人成績 | 国内大会個人成績 | 国内大会個人成績 | 国内大会個人成績 | 国内大会個人成績 |
| 年度             | クラブ           | 背番号           | リーグ           | リーグ戦         | リーグ戦         | リーグ杯         | リーグ杯         | オープン杯       | オープン杯       | 期間通算         | 期間通算         |
| 年度             | クラブ           | 背番号           | リーグ           | 出場             | 得点             | 出場             | 得点             | 出場             | 得点             | 出場             | 得点             |
| 日本             | 日本             | 日本             | 日本             | リーグ戦         | リーグ戦         | リーグ杯         | リーグ杯         | 天皇杯           | 天皇杯           | 期間通算         | 期間通算         |
| ---------------- | ---------------- | ---------------- | ---------------- | ---------------- | ---------------- | ---------------- | ---------------- | ---------------- | ---------------- | ---------------- | ---------------- |
| 2014             | 大分             | 27               | J2               | 10               | 0                | -                | -                | 1                | 0                | 11               | 0                |
| 2019             | 浦和             | 28               | J1               | 3                | 0                | 0                | 0                | 3                | 0                | 6                | 0                |
| 2020             | 浦和             | 28               | J1               | 11               | 0                | 1                | 0                | -                | -                | 12               | 0                |
| 2021             | 横浜FC           | 22               | J1               | 18               | 0                | 5                | 1                | 1                | 0                | 24               | 1                |
| 2022             | 横浜FC           | 22               | J2               | 37               | 2                | -                | -                | 0                | 0                | 37               | 2                |
| 2023             | 横浜FC           | 22               | J1               | 29               | 0                | 3                | 0                | 0                | 0                | 32               | 0                |
| 2024             | 横浜FC           | 22               | J2               | 16               | 2                | 2                | 0                | 2                | 0                | 20               | 2                |
| 2025             | 横浜FC           | 22               | J1               |                  |                  |                  |                  |                  |                  |                  |                  |
| 通算             | 日本             | 日本             | J1               | 61               | 0                | 9                | 1                | 4                | 0                | 74               | 1                |
| 通算             | 日本             | 日本             | J2               | 63               | 4                | 2                | 0                | 3                | 0                | 68               | 4                |
| 総通算           | 総通算           | 総通算           | 総通算           | 124              | 4                | 11               | 0                | 7                | 1                | 142              | 6                |

- 2014年 2種登録選手として出場
- 2018年 特別指定選手としての公式戦出場は無し（背番号35）

| 国際大会個人成績 | 国際大会個人成績 | 国際大会個人成績 | 国際大会個人成績 | 国際大会個人成績 |
| 年度             | クラブ           | 背番号           | 出場             | 得点             |
| AFC              | AFC              | AFC              | ACL              | ACL              |
| ---------------- | ---------------- | ---------------- | ---------------- | ---------------- |
| 2019             | 浦和             | 28               | 0                | 0                |
| 通算             | AFC              | AFC              | 0                | 0                |

### 出場記録
- Jリーグ初出場 - 2014年3月30日 J2第5節 ファジアーノ岡山戦（kankoスタジアム）
- Jリーグ初得点 - 2022年7月10日 J2第26節 徳島ヴォルティス戦（鳴門・大塚スポーツパークポカリスエットスタジアム）

## タイトル

### クラブ
大分トリニータU-18
- 高円宮杯 JFA U-18サッカープリンスリーグ九州1部：2回（2013年、2014年）

明治大学
- 関東大学サッカーリーグ戦1部：1回（2016年）
- 総理大臣杯全日本大学サッカートーナメント：2回（2016年、2018年）
- アミノバイタルカップ：1回（2015年）

### 代表
ユニバーシアード日本代表
- ユニバーシアード：1回（2017年）

### 個人
- 関東大学サッカーリーグ戦 ベストイレブン：1回（2018年）

## 代表歴
- U-15日本代表候補[14]：2011年
- U-16日本代表候補[15]：2012年
- U-17日本代表：2013年
- デンソーカップチャレンジ全日本選抜：2016年
- ユニバーシアード日本代表[6]：2017年